# Arcyptera tornosi
Arcyptera tornosi är en insektsart som beskrevs av Bolívar, I. 1884. Arcyptera tornosi ingår i släktet Arcyptera och familjen gräshoppor. Inga underarter finns listade i Catalogue of Life.